# Dance Hall at Louse Point
Dance Hall at Louse Point è un album di John Parish e Polly Jean Harvey, pubblicato nel 1996.

## Descrizione
La storica collaborazione tra i due musicisti sfocia in un album la cui musica è composta e suonata da Parish, mentre la Harvey si occupa della stesura dei testi e della performance vocale.

## Tracce
1. Girl – 1:29
2. Rope Bridge Crossing – 5:10
3. City of No Sun – 2:14
4. That Was My Veil – 3:01
5. Urn with Dead Flowers in a Drained Pool – 3:03
6. Civil War Correspondent – 4:23
7. Taut – 3:15
8. Un Cercle Autour du Soleil – 5:07
9. Heela – 3:19
10. Is That All There Is? – 5:11
11. Dance Hall at Louse Point – 2:10
12. Lost Fun Zone – 1:27